# Boris Mikšić
Boris Mikšić je hrvatski gospodarstvenik i političar.  

## Životopis
Rođen je 11. listopada 1948. godine u Zagrebu. Diplomirao je na Fakultetu strojarstva i brodogradnje u Zagrebu 1973. godine i potom otišao u SAD. Počevši kao inženjer za razvoj i istraživanje, napredovao je do potpredsjednika za razvoj i istraživanje u Northern Instrument Corporationu u Minneapolisu, a 1977. godine osnovao je vlastitu tvrtku Cortec Corporation, kojom danas predsjedava. Gradeći karijeru, istodobno je studirao na postdiplomskom studiju istraživanja rada na Sveučilištu Minnesota, na Odjelu za kemijski inženjering. Godine 1991. završio je studij inženjeringa proizvodnih sustava na Sveučilištu St. Thomas u Saint Paulu, Minnesota. 

## Gospodarska djelatnost
Posjeduje 20 patenata u Sjedinjenim Američkim državama, Kanadi, Francuskoj i Japanu. Kao ugledan svjetski poslovni čovjek predsjedao je brojnim međunarodnim i znanstvenim skupovima te je član i dužnosnik brojnih stručnih društava. Objavio je stotinjak znanstvenih radova i koautor je triju tehničkih knjiga.
Ernst & Young ga je 2000. godine proglasio poduzetnikom godine u saveznim državama Minnesoti i Dakoti. 
Aktivno sudjeluje u razvoju hrvatskog gospodarstva, a za osobite zasluge u gospodarstvu predsjednik Franjo Tuđman odlikovao ga je Redom Danice hrvatske s likom Blaža Lorkovića. 

## Politička djelatnost
Godine 1995. imenovan je počasnim generalnim konzulom Republike Hrvatske u Sjedinjenim Američkim Državama. 
Neuspješno se je kandidirao na izborima za predsjednika RH 2005. godine te ponovo na izborima 2009.